# Three Nationwide Plaza
Le Three Nationwide Plaza est un gratte-ciel de 124 mètres de hauteur construit à Columbus (Ohio) aux États-Unis de 1987 à 1988. Il abrite des bureaux et des commerces.
En 2024 c'était le 10e plus haut immeuble de la ville.
Il a coûté 88,9 millions de $ de l'époque.
Le bâtiment a été conçu par l'agence d'architecture NBBJ